# Verkhoritxia
Verkhoritxia (en (ucraïnès): Верхоріччя) és un poble de la República Autònoma de Crimea a Ucraïna, que el 2014 tenia 1.126 habitants. Pertany al districte de Bakhtxissarai. Fins al 1945 la vila es deia Biià-Salà.